# 卡斯凱德峰
42°41′12″N 0°0′8″E / 42.68667°N 0.00222°E

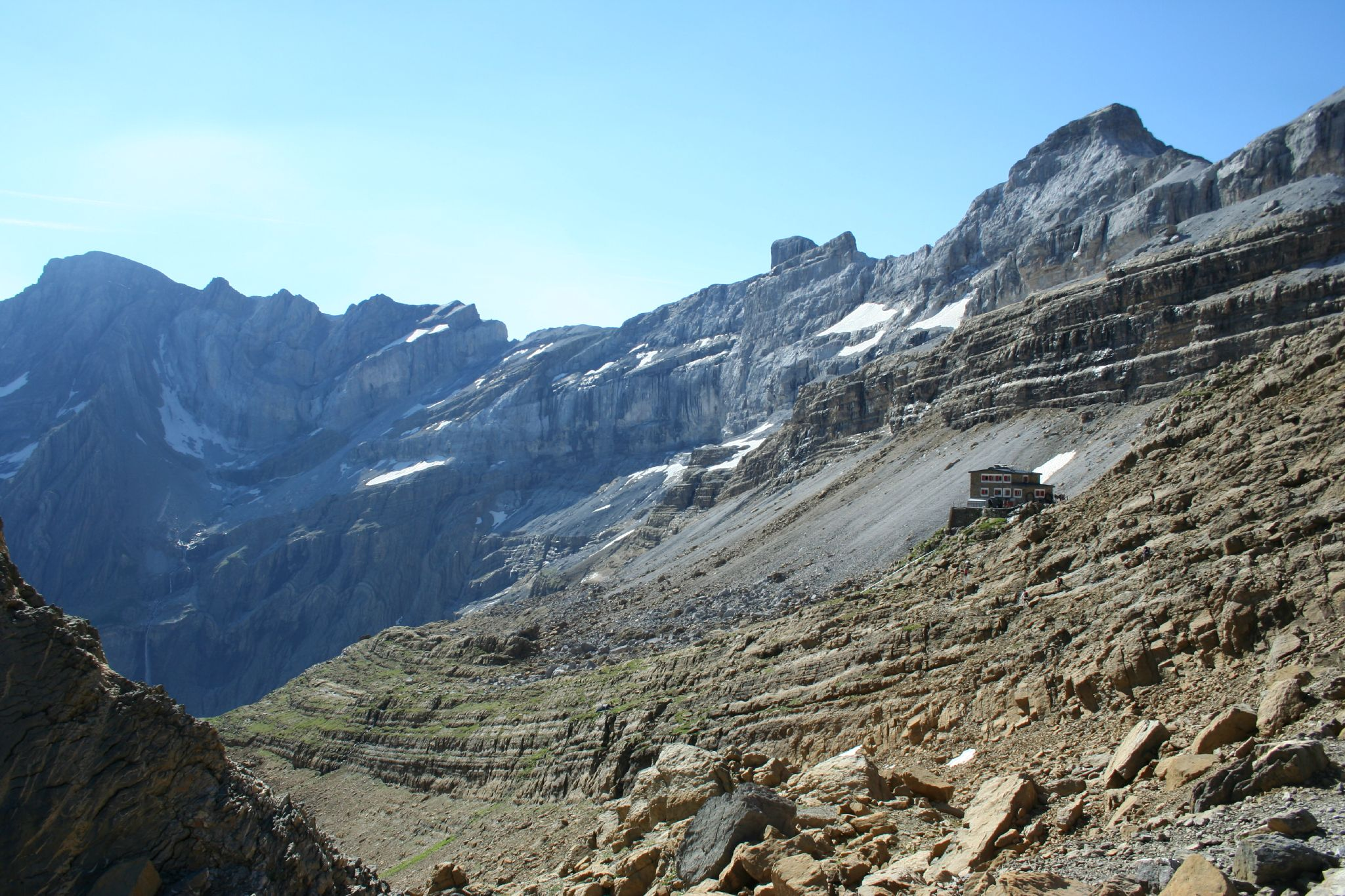

卡斯凱德峰（Cascade Peaks），是歐洲的山峰，位於法國西南部上比利牛斯省和西班牙北部阿拉貢自治區之間，屬於比利牛斯山中佩迪杜山的一部分，最高點海拔高度3,161米。